# Politica della Corea del Sud
La Repubblica di Corea è una repubblica semi-presidenziale caratterizzata da un sistema democratico rappresentativo e multipartitico. Il Presidente della Repubblica, eletto direttamente dai cittadini, è sia capo dello Stato che capo del governo. Il potere esecutivo e il potere legislativo sono esercitati congiuntamente dal governo e dall'Assemblea Nazionale (Gukhoe). Il potere giudiziario è indipendente e prevede ai suoi vertici una Corte Suprema e una Corte Costituzionale. Dal 1948 in poi la costituzione sudcoreana è stata sottoposta a cinque diverse revisioni, l'ultima delle quali ha portato nel 1987 alla nascita dell'attuale sesta repubblica.

Schema della separazione dei poteri e del sistema elettorale della Corea del Sud.

## Organizzazione dei tre poteri

### Potere esecutivo
Il capo dello Stato è il presidente, eletto a suffragio universale per un mandato di cinque anni non rinnovabili. Questi, previa approvazione da parte dell'Assemblea Nazionale, nomina il primo ministro, e svolge anche le funzioni di capo del governo, presidiendo il Consiglio di Stato. Il presidente è inoltre comandante in capo delle Forze armate della Corea del Sud.
La costituzione sudcoreana prevede la possibilità di impeachment nei confronti del presidente, che può essere prima sospeso con un voto a maggioranza dei due terzi dell'Assemblea Nazionale, e quindi definitivamente rimosso dall'incarico ad opera della Corte costituzionale. Ad oggi vi è stato un solo caso di impeachment andato a buon fine, quello di Park Geun-hye nel 2017.
L'attuale presidente è dal 4 giugno 2025 Lee Jae-myung, esponente del Partito Democratico di Corea, mentre il primo ministro è dal 3 luglio 2025 Kim Min-seok. 

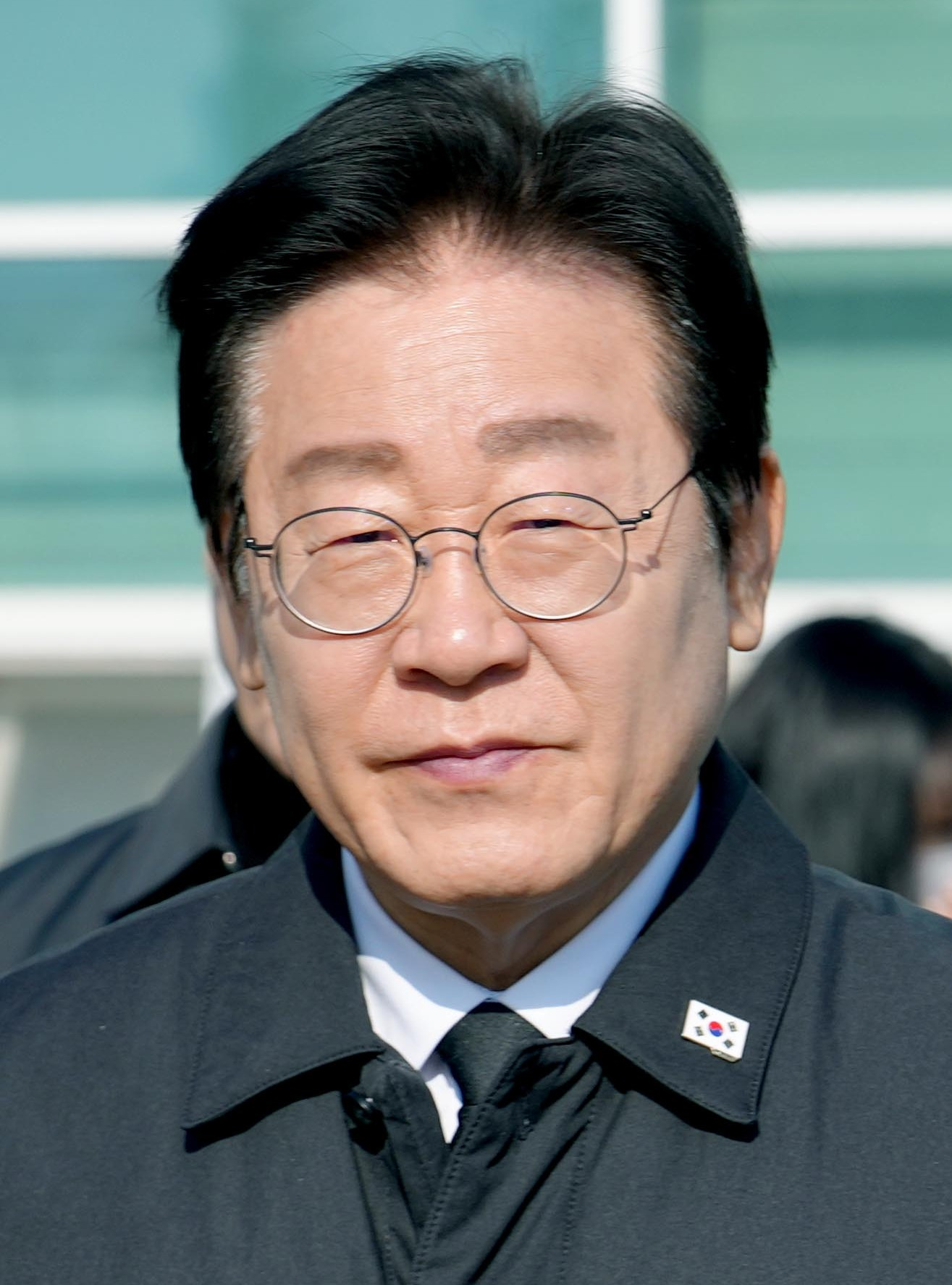
L'attuale presidente Lee Jae-myung.

### Potere legislativo
L'Assemblea Nazionale (in coreano 국회, 國會, gukhoe) è un parlamento di tipo monocamerale e si compone di 300 membri, eletti ogni quattro anni.

### Potere giudiziario
Il potere giudiziario in Corea del Sud è separato e indipendente dall'esecutivo e dal legislativo. Il suo vertice è rappresentato dalla Corte suprema, i cui giudici sono nominati dal presidente con il consenso del parlamento. Vi è inoltre una Corte Costituzionale, competente a giudicare i casi di sindacati di legittimità.

## Partiti politici ed elezioni
In Corea del Sud, il corpo elettorale elegge ogni cinque anni il presidente della repubblica e ogni quattro anni il parlamento, che prende il nome di Assemblea Nazionale (Gukhoe). Dei 300 membri dell'Assemblea Nazionale, 253 sono eletti in con sistema maggioritario in altrettanti collegi uninominali, mentre i restanti 47 sono eletti con sistema proporzionale.
I due principali partiti politici sono il Partito Democratico della Corea (더불어민주당,
Deobureominjudang), di orientamento liberale, e il Partito del Potere Popolare (국민의힘, Gungmin-ui him), di matrice conservatrice.

## Suddivisione amministrativa
La Corea del Sud è organizzata in nove province (도, do), di cui una, la provincia di Jeju, avente uno speciale status di autogoverno.
Sullo stesso piano delle province sono poste sei città metropolitane, una città autonoma speciale, Sejong, e una città speciale, la capitale Seul.

## Politica estera
La Corea del Sud è dal 17 settembre 1991 membro delle Nazioni Unite, organizzazione del quale il sudcoreano Ban Ki-moon è stato l'ottavo Segretario generale, dal 2007 al 2016.
Quarta potenza economica dell'Asia e undicesima a livello mondiale (in termini di PIL nominale), la Corea del Sud è membro del G20.
La Corea del Sud intrattiene rapporti molto stretti con gli Stati Uniti, ed ospita sul proprio territorio diverse basi militari statunitensi.

### Relazioni con la Corea del Nord
Nell'ambito della politica estera sudcoreana, fondamentale importanza assumono i rapporti con la Corea del Nord. Le due Coree nel corso degli anni hanno alternato periodi di forte tensione ad altri di relativa distensione (politica del sole), culminati con gesti simbolici come la partecipazione congiunta alle olimpiadi invernali di Pyeongchang 2018.
Nonostante formalmente si trovino ancora in guerra tra loro, non essendo mai stato firmato alcun accordo di pace dopo la guerra di Corea, tanto la Corea del Sud quanto la Corea del Nord non hanno mai rinunciato ad una futura riunificazione.